# Serra San Quirico
Serra San Quirico ist eine italienische Gemeinde (comune) mit 2548 Einwohnern (Stand 31. Dezember 2023) in der Provinz Ancona in den Marken. Die Gemeinde liegt etwa 44 Kilometer westsüdwestlich von Ancona am Esino. Serra San Quirico ist Teil der Comunità montana dell'Esino Frasassi und grenzt an die Provinz Macerata. Ein Teil des Gemeindegebiets gehört zum Parco naturale regionale della Gola della Rossa e di Frasassi.

## Geschichte
Die Siedlung ist vermutlich etruskischen Ursprungs. 950 wurde die Siedlung zerstört. Ab dem 12. Jahrhundert begann der Kirchenstaat mit der Befestigung des Ortes. Seit dem 17. Jahrhundert hat die Ortschaft den Status einer Gemeinde.

## Verkehr
Durch die Gemeinde verläuft die Strada Statale 76 della Val d’Esino von Ancona nach Perugia. Der Bahnhof von Serra San Quirico liegt an der Bahnstrecke von Rom nach Ancona.